# Sochy svatého Vendelína a svatého Floriána v Bílé Vodě
Socha svatého Vendelína a socha svatého Floriána se nacházejí v zámeckém parku v Bílé Vodě v okrese Jeseník. Obě barokní sochy jsou kulturními památkami ČR.

## Popis
Dvě barokní pískovcové plastiky s erby majitelů panství z druhé poloviny 18. století se nachází v zámeckém parku.
Socha svatého Floriána stojí na hranolovém pískovcovém soklu a jehož přední straně je plastický erb se dvěma přilbami. Sokl je ukončen profilovanou římsou. Světec stojí v kontrapostu v antické zbroji s praporcem v pravici a v levé ruce vědérkem zalévá hranici dříví.
Socha svatého Vendelína stojí na dvojitém pískovcovém soklu. Spodní část soklu je obložena profilovanými deskami, v horní části je reliefní erb s dvěma helmicemi. Světec stojí na profilované desce v kontrapostu ve venkovském oblečení s krátkými kalhotami a punčochami, na hlavě má široký klobouk. Pravá ruka je na prsou, levá je vztažena k ovci, která stojí na zadních nohách a opírá se o bok světce.